# Amata obraztsovi
Amata obraztsovi là một loài bướm đêm thuộc phân họ Arctiinae, họ Erebidae.